# Ішіда Суї
Ішіда Суї (яп. 石田 スイ, Ishida Sui, нар. 28 грудня 1986) — японський художник манґи. Широко відомий своїми серіями манґи в стилі темного фентезі Tokyo Ghoul та Choujin X.

## Історія кар'єри
Суї Ішіда найбільш відомий своєю манґою в жанрі темного фентезі «Токійський гуль», історією про молодого чоловіка на ім'я Кен Канекі, який перетворюється на гуля після зустрічі з ним. Потім серія виходила з 2011 по 2014 рік у журналі Weekly Young Jump видавництва Shueisha, а пізніше був адаптований у ранобе і аніме-серіал у 2014 році. Манґу також було перекладено англійською мовою, де вона очолила список бестселерів The New York Times у 2015 році. Приквел під назвою Tokyo Ghoul [Jack] був деякий час серіалізований цифровим способом на Jump Live у 2013 році. У 2014 році він почав продовження під назвою Tokyo Ghoul: re. У 2017 році в Японії вийшла екранізація фільму Токійський гуль. У березні 2018 року почалася трансляція аніме-адаптації Tokyo Ghoul: re з другим сезоном, випущеним у жовтні 2018 року.
У 2016 році Ішіда створив 69-сторінкову розкадровку розділу манґи, заснованого на серії Hunter × Hunter Йошіхіро Тоґаші. Зображуючи минуле персонажа Хісоки, розкадрування було випущено в цифровому вигляді через Shonen Jump+ 2 червня 2016 року.
10 травня 2021 року Ішіда запустив серію манги Choujin X на веб-сайті Tonari no Young Jump видавництва Shueisha.

## Праці

### Манґа
| Назва                             | Рік          | Нотатки                                                          | Прим.  |
| --------------------------------- | ------------ | ---------------------------------------------------------------- | ------ |
| Tokyo Ghoul                       | 2011–2014    | Серіалізація у Weekly Young Jump від Shueisha Зібрано в 14 томів | [ 9 ]  |
| Tokyo Ghoul [Jack]                | 2013         | Серіалізація на Jump Live від Shueisha Зібрано в 1 том           |        |
| Tokyo Ghoul: Jocker               | 2014         | Серіалізація у Weekly Young Jump від Shueisha Зібрано в 1 том    |        |
| Tokyo Ghoul: re                   | 2014–2018    | Серіалізація у Weekly Young Jump від Shueisha Зібрано в 16 томів | [ 10 ] |
| Історія Hunter × Hunter без назви | 2016         | Опубліковано на Shonen Jump+ від Shueisha                        |        |
| This Gorilla Will Die in 1 Day    | 2021         | 6 лютого 2021 року по 7 лютого 2021 року                         |        |
| Choujin X                         | 2021–дотепер | Серіалізація в Tonari no Young Jump автором Shueisha             |        |

### Ранобе
| Назва                    | Рік       | Нотатки                                                               | Прим. |
| ------------------------ | --------- | --------------------------------------------------------------------- | ----- |
| Tokyo Ghoul              | 2013–2014 | Художник; автор: Шін Товада Видавець: Jump J Books Вийшла в 3-х томах |       |
| Tokyo Ghoul: re[quest]   | 2016      | Художник; автор: Шін Товада Видавець: Jump J Books Вийшла в 1 томі    |       |
| JACKJEANNE-Summer Drama- | 2021      | Художник; автор: Шін Товада Видавець: Jump J Books Вийшла в 1 томі    |       |

### Відео ігри
| Назва       | Рік  | Нотатки | Прим.         |
| ----------- | ---- | --- | ------------- |
| Jack Jeanne | 2021 | Відеогра видана BROCCOLI Co., Ltd. Оригінальний творець, оригінальний дизайнер персонажів, світовий дизайнер, ілюстратор та автор текстів вставних пісень. | [ 11 ] [ 12 ] |

## Нагороди та номінації
| Рік  | Нагорода              | Категорія         | Номінант    | Результат | Прим.  |
| ---- | --------------------- | ----------------- | ----------- | --------- | ------ |
| 2016 | 2nd Sugoi Japan Award | Best Manga Series | Tokyo Ghoul | 2 місце   | [ 13 ] |
| 2018 | 30th Harvey Award     | Best Manga Series | Tokyo Ghoul | Номінація | [ 14 ] |